# Model Bertranda
Model Bertranda – model konkurencji używany w ekonomii, zawdzięczający nazwę ekonomiście o imieniu Joseph Louis François Bertrand (1822–1900). Opisuje interakcje między firmami (sprzedający), które ustalają ceny i ich klientami (konsumenci), którzy wybierają ilości po ustalonej cenie. Model został stworzony w 1883 roku przez Bertranda w oparciu o książkę Antoinea Augustina Cournot pt. „Recherches sur les Principes Mathématiques de la Théorie des Richesses” (1838), w której został przedstawiony model Cournot. Uważał on, że wybieranie ilości przez producentów powoduje, że wynikiem równowagi jest ustalenie ceny na poziomie wyższym, niż koszt krańcowy. Bertrand natomiast uważał, że jeżeli producenci ustalają ceny a nie ilości, to równowaga ustali się na poziomie ceny równej kosztowi krańcowemu. Model nie został sformalizowany przez Bertranda. Formalny model matematyczny został stworzony przez Francisa Ysidro Edgewortha w 1889 roku.
Model opiera się na bardzo konkretnych założeniach. Muszą istnieć co najmniej dwie firmy produkujące homogeniczny produkt. Producenci konkurują między sobą poprzez jednoczesne ustalanie poziomu ceny, a konsumenci chcą kupić wszystko od producenta oferującego niższą cenę (produkt jest identyczny i nie ma kosztów przeszukiwania rynku). Jeśli obie firmy oferują taką samą cenę, popyt konsumencki jest podzielony po równo między te firmy. Najprościej jest analizować duopol, gdzie występują tylko 2 firmy, jednakże model jest użyteczny dla dowolnej liczby producentów większej od jednego.
Kluczowym założeniem technologicznym jest to, że obie firmy mają identyczny stały koszt produkcji jednostki dobra, więc koszt krańcowy i średni jest taki sam i równy cenie konkurencyjnej. Oznacza to, że producent będzie chciał zaspokajać dowolną wielkość popytu, tak długo jak cena jest ustawiona powyżej kosztu produkcji tej jednostki. Jeżeli cena jest równa kosztowi produkcji to firma jest obojętna co do ilości sprzedanych dóbr. Gdyby cena dobra była niższa, producent nie zaoferowałby żadnej jednostki dobra. Ogólnie konkurencja Bertranda jest opisywana jako surowa i bezwzględna, doprowadzając ceny do kosztu krańcowego.

## Równowaga duopolu Bertranda
Jeśli obie firmy ustawiają cenę konkurencyjną równą kosztowi krańcowemu, żadna z firm nie odniesie zysku. Gdy jedna z nich podniesie ceny ponad koszt krańcowy, nie zarobi nic, gdyż wszyscy konsumenci kupią produkt od drugiej firmy. Jeśli obaj producenci podniosą ceny równo powyżej kosztu krańcowego dzieląc się rynkiem i zyskiem, każdy z nich odczuwa pokusę, by minimalnie zmniejszyć ceny, przez co zdobędzie cały rynek i prawie podwoi zysk. Druga firma w odpowiedzi zrobi to samo, aż do poziomu kosztu krańcowego. Zatem cena powyżej kosztu krańcowego również nie może być ceną równowagi. To wszystko z powodu tego, że dobra oferowane są doskonałymi substytutami, czyli jedynym istotnym czynnikiem jest cena. To oznacza, że jedyna cena równowagi w modelu Bertranda to cena równa kosztowi krańcowemu.

## Obliczanie klasycznego modelu Bertranda
- MC = stały koszt krańcowy
- p1 = poziom cenowy firmy 1
- p2 = poziom cenowy firmy 2
- pM = poziom cenowy monopolu

Optimum cenowe pierwszego producenta zależy od tego, jaką cenę, wedle swojej oceny, zaproponuje drugi producent. O ile druga firma nie ustawi ceny na poziomie równym lub niższym kosztowi krańcowemu, firma pierwsza będzie chciała ustawić swoja cenę na poziomie nieco niższym, co zapewni zdobycie całego rynku. Funkcja best response dla pierwszego producenta to p1’’(p2), co daje optymalną cenę dla każdej ceny producenta drugiego.
Gdy p2 jest niższe niż koszt krańcowy, pierwszy producent ustawi cenę p1=MC. Kiedy p2 będzie powyżej poziomu kosztu krańcowego, ale poniżej ceny monopolistycznej, firma pierwsza ustawi cenę minimalnie poniżej ceny drugiego producenta. Kiedy drugi producent ustawi cenę wyższą niż cena monopolisty, firma 1 ustawi cenę równą pM.
Rezultatem działań obu producentów jest równowaga Nasha, gdzie żadna ze stron nie może zwiększyć zysku manipulując jednostronnie ceną. Jest to punkt przecięcia krzywych, gdzie p1=p1’’(p2) i p2=p2’’(p1). Oznacza to, że obie firmy ustawiają cenę równą kosztowi krańcowemu.
Innym, prostszym sposobem podejścia do problemu jest wyobrażenie sobie, że obie firmy ustawiają równe ceny wyższe niż koszt krańcowy. Podzielą się wówczas zyskiem po równo. Jednak obniżając cenę nawet minimalnie, jeden z producentów może zagarnąć cały rynek, więc obaj mają duża pokusę, by to uczynić. Robiliby tak aż do poziomu kosztu krańcowego. Nie ma sensu schodzić poniżej tej ceny, gdyż żaden z producentów nie chciałby wówczas produkować. Dlatego też cena ustawi się na poziomie kosztu krańcowego i tam pozostanie. Zarówno podwyższenie, jak i obniżenie ceny w jakimkolwiek stopniu względem kosztu krańcowego niweluje zysk do zera, więc żaden z producentów tak nie uczyni. Sytuacja zmieni się, dopiero gdy wystąpi różnica w koszcie krańcowym spowodowana np. wydajniejszą technologią.

## Krytyczna analiza modelu Bertranda
Model Bertranda opiera się na dość ekstremalnych założeniach. Na przykład, zakłada, że konsumenci zawsze kupią od tańszego producenta. Istnieje wiele powodów, dla których nie sprawdziłoby się to na wielu rynkach: konkurencja niecenowa, różnorodność produktów, transport oraz koszty przeszukiwania rynku przez konsumentów. Model zakłada również doskonały dostęp do towaru dla każdego konsumenta, ale przecież w rzeczywistości nikt nie będzie poświęcał dodatkowego czasu i pieniędzy na dojazd do dalszego sklepu, by zaoszczędzić drobne sumy. Model można rozszerzyć o zróżnicowanie produktów czy lokalizacji, ale wówczas cena nie będzie dążyć do kosztu krańcowego. Z kosztami przeszukiwania rynku mogą wystąpić inne stany równowagi – cena monopolistyczna, a nawet zróżnicowanie cenowe mogą być równowagą, tak jak w klasycznym modelu „Bargains and Rip-offs”.
Model ten również ignoruje możliwości produkcyjne producentów. Jeśli firma nie jest w stanie zapełnić rynku to cena może nigdy nie zrównać się z kosztem krańcowym. Analiza tego przypadku została rozpoczęta przez Francisa Ysidro Edgewortha i powstał model Bertranda–Edgewortha. Z ograniczonymi zdolnościami produkcyjnymi czysta równowaga Nasha może nie istnieć, co zostało nazwane paradoksem Edgewortha. Z reguły jednak będzie istniała równowaga Nasha mieszanej strategii, tak jak pokazał to Huw Dixon.
W modelu Bertranda pojawia się duży bodziec do współpracy tudzież zmowy. Producenci mogliby ustalić cenę na poziomie ceny monopolisty i podzielić się rynkiem. Jednakże taka zmowa nie jest trwała i kończy się na ustawieniu ceny na poziomie kosztu krańcowego i braku współpracy. Jest to jedyna równowaga Nasha w tym modelu.

## Porównanie modelu Bertranda z modelem Cournot
Żadnego z nich nie można nazwać lepszym od drugiego. Wyniki analizy w każdym z modeli będą się różnić w zależności od rynku. Jeżeli zdolność produkcyjna i wielkość produkcji może być łatwo zmieniana, z reguły model Bertranda jest lepszy. Jeśli nie jest to możliwe, model Cournot jest lepszym rozwiązaniem.